# Савез антифашистичких бораца и антифашиста Републике Хрватске
Савез антифашистичких бораца и антифашиста Републике Хрватске (скраћено САБА РХ) је организација која окупља бивше борце и учеснике Народноослободилачког рата (НОР), од 1941. до 1945. године, као и антифашистички опредељене грађане Републике Хрватске.
Основан је 1948. године, под називом Савез бораца Народноослободилачког рата Хрватске (СУБНОР) и до 1990. године је деловао у оквиру СУБНОР Југославије, а од тада је самосталан. У том периоду, током постојања Социјалистичке Републике Хрватске, СУБНОР је био једна од неколико постојећих друштвено-политичка организација.
После осамостаљења Хрватске, 1991. године ова организације је претрпела неколико реорганизација и промена назива, да би почетком 2002. године добила садашње име.